# Casto María del Rivero
Casto María del Rivero (Madrid, 18 de octubre de 1873 - La Puebla de Montalbán, Toledo, 8 de septiembre de 1961) fue historiador, archivero, escritor y director del Museo Arqueológico Nacional en Madrid.

## Biografía profesional
Se licenció en Filosofía y Letras y obtuvo el doctorado en Historia por la Universidad Central de Madrid con la tesis:  El ingenio de la moneda de Segovia  (1919). El año 1892 por la Escuela Superior de Diplomática consiguió el título de Archivero, Bibliotecario y Anticuario, entrando en 1904 a formar parte del Cuerpo Facultativo de Archiveros, Bibliotecarios y Arqueólogos. En 1916 ingresó en la Sección de Numismática y Glíptica del Museo Arqueológico Nacional donde ocupó el cargo de Jefe de esta sección desde el año 1930.
Al comenzar la guerra civil tenía el cargo de subdirector del museo conseguido desde 1934, por lo que siguiendo la Orden Ministerial del 20 de febrero de 1937, cuando se produjo la jubilación forzosa del entonces director  Francisco de Paula Álvarez-Ossorio, se le entregó a Rivero la dirección actuando como secretario accidental Felipe Mateu y Llopis.
El museo se encuentra en estas fechas con todas sus obras embaladas y protegidas en la Sala Egipcia, el mismo museo actuaba como sede y almacén de la Junta Delegada de Incautación, Protección y Salvamento del Tesoro Artístico de Madrid.
Rivero tuvo el cargo de director por un espacio muy breve, una orden ministerial del 15 de junio de 1937 lo pasó a la situación de jubilación forzosa. Se reincorporó como conservador del museo en 1938 hasta su retiro por edad el año 1943, en que fue nombrado conservador honorario en reconocimiento por su trabajo anterior.

## Obras
- El Arte monetario en la España musulmana : ensayo de tipología numismática. 1948
- Los Bronces antiguos del Museo Arqueológico Nacional : catálogo explicativo ilustrado de los objetos que se exponen en la sala IV Toledo : Sebastián Rodríguez, 1927
- La Colección de monedas ibéricas del Museo Arqueológico Nacional. Madrid : Biblioteca de coleccionismo, 1923
- La colección de monedas ibéricas del Museo Arqueológico Nacional. Madrid : Imp. J. F. Samaran, 1922
- Colecciones de numismática y de glíptica : adquisiciones en 1932. (Blass, S.A. Tipográfica) 1933
- Las Doblas mayores castellanas y algunas consideraciones acerca de la acuñación del oro en nuestra península . Madrid : Consejo Superior de Investigaciones Científicas, 1941
- Índice de las personas, lugares y casas notables : que se mencionan en las tres Crónicas de los Reyes de Castilla, Alfonso X, Sancho IV y Fernando IV . Madrid : Consejo Superior de Investigaciones Científicas, 1942
- El mito de Teseo en la pintura de los vasos griegos y la copa de Aison : su obra capital. Madrid :  1936
- Los tipos monetarios antiguos en las medallas del Renacimiento. Toledo : Talleres gráficos de Sebastián Rodríguez, 1929